# Dżabal Uwajbid
Dżabal Uwajbid – góra o wysokości 520 m n.p.m. w muhafazie Suez w Egipcie, ok. 30 km na północny zachód od Suezu, na północ od drogi do Kairu i na południe od linii kolejowej na tej trasie.